# Hamotus elongatus
Hamotus elongatus är en skalbaggsart som först beskrevs av Brendel 1890.  Hamotus elongatus ingår i släktet Hamotus och familjen kortvingar. Inga underarter finns listade i Catalogue of Life.